# Boissonneaua
Boissonneaua és un gènere d'ocells de la subfamília dels lesbins (Lesbiinae) dins la família dels troquílids (Trochilidae).

## Taxonomia
Segons la Classificació del Congrés Ornitològic Internacional (versió 14.1, 2024) aquest gènere està format per tres espècies:
- colibrí cuagroc (Boissonneaua flavescens)[4]
- colibrí de Jardine (Boissonneaua jardini)[5]
- colibrí de Matthews (Boissonneaua matthewsii)[6]